# Villages abandonnés en Aragon

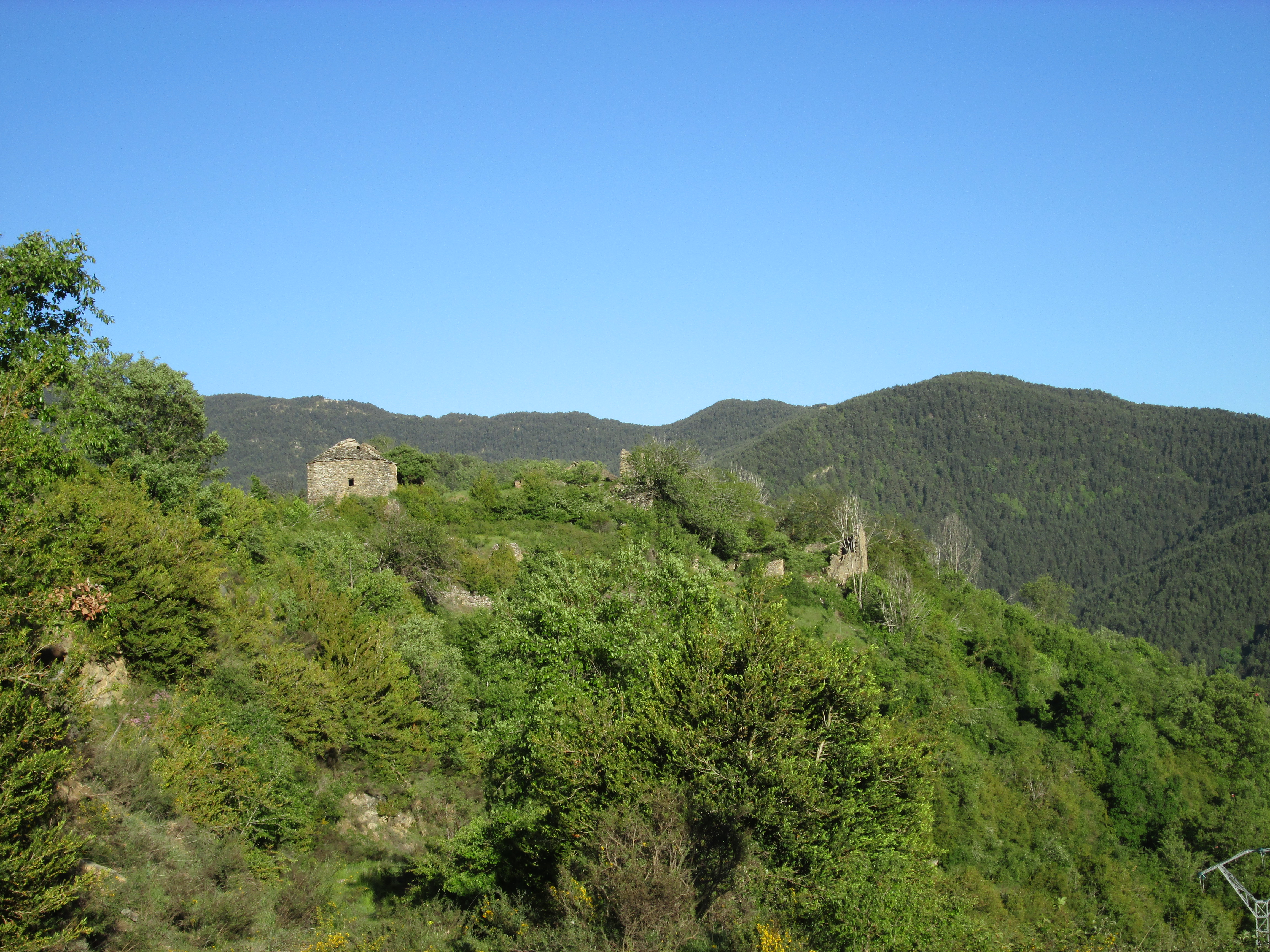
Le village abandonné de Fablo, dans la province de Huesca.

L'Aragon, qui a connu un exode rural particulièrement intense et rapide au cours de la deuxième moitié du XXe siècle, compte de très nombreux villages abandonnés. 

## Histoire
Certains villages abandonnés l'ont été à la fin du Moyen Âge, notamment à la suite de la peste noire ; la population aragonaise aurait baissé d'environ 45 % entre 1348 et 1400. 

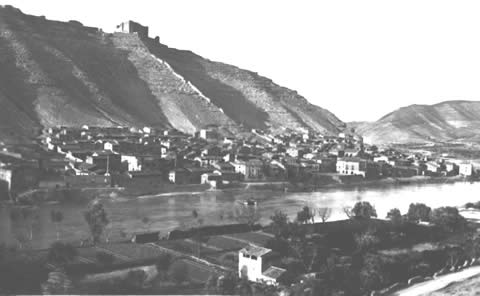
Vue générale de la vieille ville de Mequinenza.

Au cours d'une longue période de croissance démographique (quadruplement de la population entre la fin du XVIe et le milieu du XIXe siècle), le nombre de foyers de population s'accroît sensiblement en Aragon. Néanmoins, à partir du début du XXe siècle, la population commence à quitter les villages (en particulier ceux situés en altitude et éloignés des principaux axes) pour se concentrer peu à peu dans les villes et dans les villages de fond de vallée. 
Par ailleurs, certains projets d'infrastructure, notamment la construction des barrages de Mediano, Mequinenza, Ribarroja et Yesa, conduisent les autorités à contraindre la population à abandonner certains villages comme la vieille ville de Mequinenza. Le projet de barrage de Jánovas, finalement jamais construit, conduit à l'abandon forcé des villages de Jánovas, Lavelilla et Lacort. 
En 2017, l'agglomération de Saragosse accueille plus de la moitié de la population aragonaise. Un phénomène semblable peut être observé à l'échelle des provinces (Huesca accueille 25 % des habitants de la province de Huesca, Teruel accueille 26 % des habitants de la province de Teruel) et des communes (un des exemples les plus frappants est Sabiñánigo, qui couvre près de 600 kilomètres carrés mais dont le principal foyer de peuplement accueille près de 90 % de la population de la commune). Beaucoup de zones rurales de l'Aragon connaissent donc des densités de population extrêmement basses, inférieures à 2 habitants au kilomètre carré dans certaines vallées, comme la Guarguera.
Le nombre de foyers de population abandonnés, en incluant les villages et les hameaux, est sans doute compris entre 350 et 400, dont 175 pour la seule province de Huesca. Une partie de ces villages ont été abandonnés à des périodes antérieures. 
Un mouvement de réoccupation des villages abandonnés est en cours depuis la fin des années 1980, et une trentaine de villages abandonnés sont habités à nouveau,.

## Liste des villages abandonnés par province et par commune

### Province de Huesca
- Aínsa-Sobrarbe : Bagüeste (es), Gabardilla (es), Morcat (es), Planpalacios (es)
- Alcalá de Gurrea : Los Agudos (es)
- Arén : Claravalls (es), Cornudella de Baliera (es), Iscles (es), Obís (es), Soliva, Soperún (es), Suerri (es), Treserra (es)
- Baélls : Zurita
- Bailo : Paternoy
- Bierge : Letosa, Nasarre, Otín, San Hipólito, San Saturnino
- Biescas : Ainielle, Berbusa, Búbal, Casbas de Jaca, Polituara, Saqués, Susín
- Bisaurri : Dos, Renanué, San Valero
- Boltaña : Alastrué, Bibán, Espierlo, Luparuelo, Miz, Morillo de Sampietro, San Belián, San Fertús, Torrolluela del Obico
- Bonansa : Gabarret
- Broto : Ayerbe de Broto, Basarán, Escartín, Otal, Yosa
- Caldearenas : Artaso (es), Sieso de Jaca (es)
- Castejón de Monegros : Jubierre
- Castiello de Jaca : Esporrín
- Fanlo : Ceresuela, Sercué
- Fiscal : Berroi, Caixol, Campol, Castellar de Burgasé, Geré, Ginuábel, Giral, Jánovas, La Cort de Tricas, Muro, Puyuelo, San Martín de la Solana, Sant Felices de Solana, Sasé, Semolué, Tricás, Villamana
- Grañén : Callén, Huesca
- Graus : Bafaluy, Cancer, Castarlenas, Huesca, Grustán, Portaespana, Torruella de Aragón
- Isábena : Nocellas
- Jaca : Acín, Bataraguá, Bergosa, Bescansa, Frauca, Larrosa, Yosa de Garcipollera
- La Fueva[7] : Arasanz, Bediello, El Cotón, El Lenero, El Sotero, Fumanal, La Jantigosa, La Corona, La Mula, La Selva, La Sierra, Lapenilla, Latorre, Lavilla, Ministerio, Monclús, Montero, Muro de Roda, Pallaruelo de Monclús, Rolespé, Samper de Trillo, Solanilla, Sosiad
- Las Peñas de Riglos : Carcavilla
- Loarre : Jabarrillo
- Lupiñén-Ortilla : Algás, Campiés, Cozos, Otura
- Nueno : Lúsera, Santa María de Belsué
- Puértolas : Muro de Bellós
- Sabiñánigo : Abellada, Abenilla, Alavés, Arasilla, Arraso, Arruaba, Asqués, Asún, Atós Alto, Atós Bajo, Azpe, Bescós de Guarga, Binueste, Bolás, Canyardo, Fablo, Fenillosa, Ibirque, Jabarrella, Molino de Escartín, Sandiás, Secorún, Used, Villacampa, Villobas
- Secastilla : Bolturina
- Sopeira : Aulet
- Tella-Sin : L'Arinzuet, Cortalavinya, Estaroniello, La Miana, Miraval, Sant Marzal
- Valle de Hecho : Ardané, Catarecha
- Veracruz : Castrocit, Raluy
- Viacamp y Litera : Estall, Fet, Finestras, Monfalcó, Mongay
- Villanúa : Aruej, Cenarbe
- Yebra de Basa : Ballarán, Cillas, Cortillas, Espín, Foncillo, Sasa de Sobrepuerto

### Province de Saragosse
- Ateca : Monubles
- Badules : Datos
- Saragosse : Abargo
- Biota : El Bayo
- Ejea de los Caballeros : Miana
- Épila : Suñén
- Herrera de los Navarros : Luco de Huerva
- Longás : Lucientes, Sangorrín
- Luna : Lacasta, Yéquera
- Mequinenza : Vieille Ville de Mequinenza
- Mezalocha : Aylés
- Moneva : Sanched
- Morata de Jiloca : Alcarraz
- Navardún : Gordués
- Perdiguera : Esteruelas
- Salvatierra de Esca : Focheto
- Sos del Rey Católico : Barués, Ceñito
- Uncastillo : Sibirana
- Val de San Martín : San Martín de Cebollada

### Province de Teruel
- Alba : Gallel
- Albarracín : Alagosa, Collado de la Grulla, Santa Croche
- Calamocha : Pelarda, Tramasaguas
- Castellote : El Higueral, Santolea
- Castelnou : Valimaña
- Corbalán : Escriche
- Escorihuela : El Portajuelo
- La Puebla de Valverde : Casedón
- Ojos Negros : Mierla
- Pancrudo : Cervera de Pancrudo
- Perales del Alfambra : Alcamín
- San Agustín : La Fonseca, Pradas
- Teruel : La Gasconilla
- Valjunquera : Mas del Labrador
- Villahermosa del Campo : La Salce
- Villar del Cobo : Casas de Búcar